# Heute 2
Heute 2 ist das 29. Studioalbum des österreichischen Schlagersängers Freddy Quinn, das 1973 im Musiklabel Polydor (Nummer 2371 351) erschien. Weder das Album noch die Singleauskopplung Der Rote Korsar konnte sich in den deutschen Albumcharts platzieren.

## Titelliste
Das Album beinhaltet folgende zwölf Titel:
- Seite 1

1. Der Rote Korsar
2. Ein Märchenland
3. Frei wie der Wind (im Original als Catch The Wind von Jack Barlow, 1971[3])
4. Menschen
5. Der Turm von Babylon
6. Die Liebe ist mehr als ein Wort

- Seite 2

1. Atlantis
2. Drei Sterne (Am Himmel der großen Manege)
3. Speak Softly Love (im Original Love Theme aus dem Film Der Pate, 1972[4])
4. Der Mann mit der Mappe
5. Warum haben wir uns nur getrennt
6. Man muss die Feste feiern, wie sie fallen